# Валгха
Валгха (англ. Walghah, араб. ولغا) — поселення в Сирії, що складає невеличку друзьку общину в нохії Ес-Сувейда, яка входить до складу однойменної мінтаки Ес-Сувейда в південній сирійській мухафазі Ес-Сувейда.